# Alliancelles
Alliancelles  là một xã thuộc tỉnh Marne trong vùng Grand Est đông nam nước Pháp. Xã có diện tích 6,93 km2. Xã nằm ở hữu ngạn sông Chée, sông chảy theo hướng tây nam qua thị trấn. Sông Ornain chảy theo hướng tây nam qua phía nam thị trấn.